# Turmholländermühle Schafstädt (Norden)

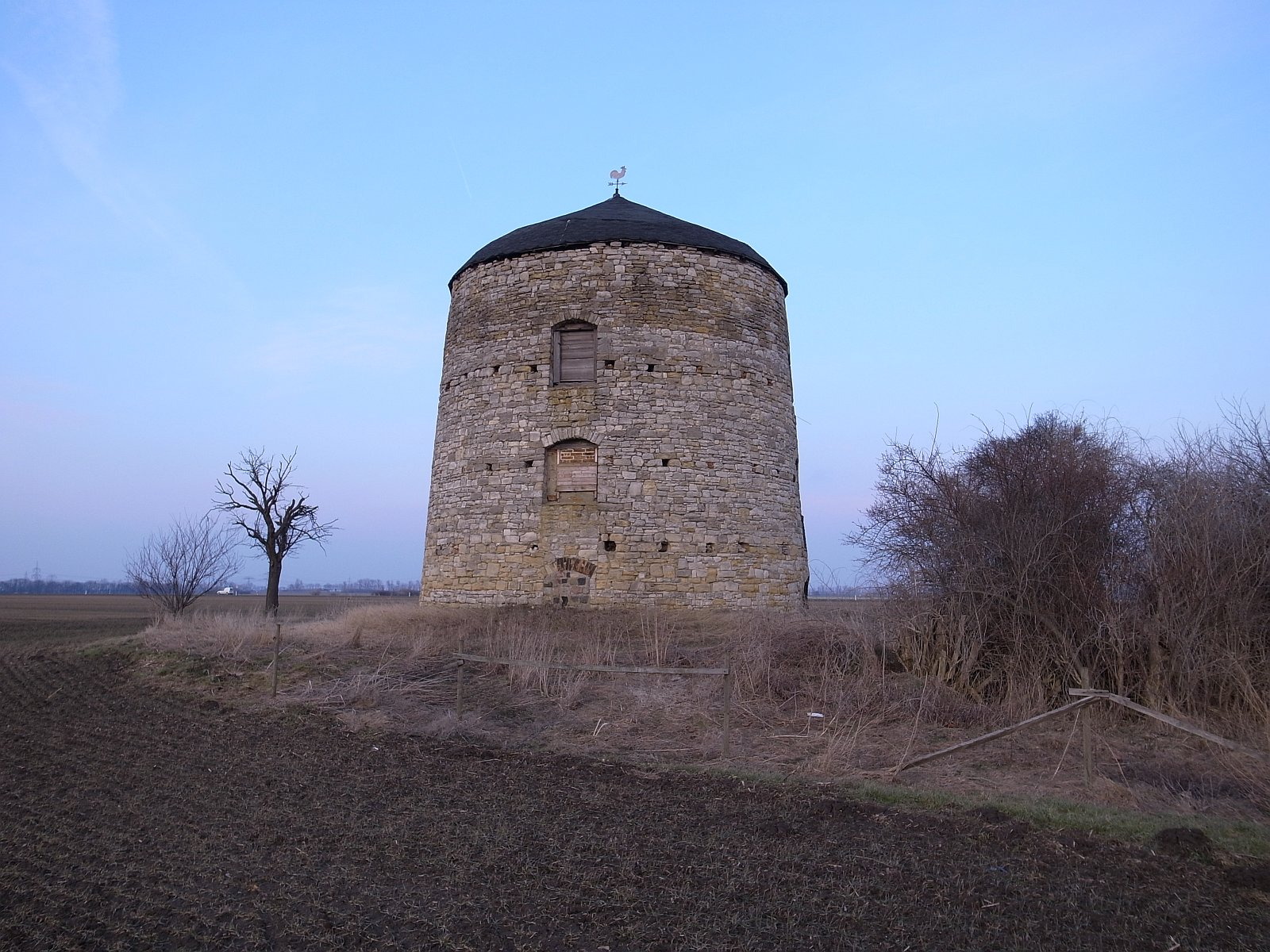
Turmstumpf der Turmholländermühle nördlich von Schafstädt

Die Turmholländermühle nördlich von Schafstädt ist eine denkmalgeschützte Mühle im Ortsteil Schafstädt der Stadt Bad Lauchstädt in Sachsen-Anhalt. Im örtlichen Denkmalverzeichnis ist die Mühle unter der Erfassungsnummer 094 20028 als Baudenkmal verzeichnet.
Bei der Windmühle nördlich von Schafstädt, unter der Adresse Mühlweg 22 handelt es sich um eine Turmholländermühle. Sie gehörte zu den zahlreichen Mühlen der Querfurter Platte und war Namensgeber für den Mühlweg in Schafstädt, welcher südlich der Mühle verläuft. Die Bauform der Mühle ist typisch für das 19. Jahrhundert, anders als bei der zweiten erhalten gebliebenen Mühle von Schafstädt. Erhalten geblieben ist nur der Turmstumpf ohne das Windrad, aber auch dieser verfällt immer mehr.